# Erich Krempel
Erich Krempel, né le 18 août 1913 à Suhl et mort le 26 septembre 1992 dans la même ville, est un tireur sportif allemand.

## Palmarès

### Jeux olympiques
- 1936 à Berlin
  -  Médaille d'argent en pistolet 50m [1]